# Bringhurst Field
Le Bringhurst Field est un stade de baseball, d'une capacité de 3500 places, situé à Alexandria, ville de l'État de Louisiane, aux États-Unis. Inauguré en 1933, il a été depuis son ouverture le domicile des Aces d'Alexandria, club de baseball professionnel ayant évolué tant en ligue mineure qu'en ligue indépendante.